# DAPI
Il DAPI o 4',6-diamidin-2-fenilindolo è un colorante organico fluorescente che lega fortemente regioni del DNA ricche in sequenze A-T. È largamente utilizzato nella microscopia a fluorescenza.